# Andrzej Bajołek
Andrzej Feliks Bajołek (* 20. November 1945 in Krakau; † 5. Januar 2016 in Miechów) war ein polnischer Politiker (ZSL, PSL). Er gehörte von 1989 bis 1997 dem Sejm in der X. (Volksrepublik), I. und II. (Dritte Republik) Wahlperiode an.

## Leben und Beruf
Bajołek schloss 1964 die bergbautechnische Oberschule in Krakau ab. Von 1965 bis 1979 arbeitete er im Steinkohlebergwerk Janina in Libiąż. Anschließend bewirtschaftete er einen Bauernhof in Prandocin in der Gmina Słomniki. Er war Mitglied des Vorstandes der Gartenbau- und Imkereigenossenschaft Krakau.

## Politische Laufbahn
Bajołek wurde 1978 Mitglied der „Zjednoczone Stronnictwo Ludowe“ (Vereinigte Volkspartei), die 1990 in die PSL übergegangen ist. Bei den Wahlen zum Vertragssejm 1989 wurde er für die ZSL in das Parlament gewählt. Bei den Parlamentswahlen 1991 und 1993 wurde er dann jeweils für die PSL gewählt. Bei der Parlamentswahl 1997 wurde er nicht wiedergewählt. Auch bei späteren Wahlen (bis 2007) verpasste er den Einzug in den Sejm oder in den Senat der Republik Polen. Er gehörte jedoch von 2001 bis 2006 dem Woiwodschaftssejmik der Woiwodschaft Kleinpolen an, bevor er auch dort nicht wiedergewählt wurde.

## Ehrungen
- 1987 Silbernes Verdienstkreuz der Republik Polen